# 結婚って、幸せですか
『結婚って、幸せですか』（けっこんって、しあわせですか、原題：犀利人妻。）は台湾のテレビドラマ。
2010年11月5日から2011年4月15日まで台湾の台湾電視公司で放送された。日本では2011年6月6日から2012年1月26日までBS日テレで放送された。
また、続編が映画製作され、2013年夏に『結婚って、幸せですか THE MOVIE』として、コロナシネマワールドを中心に日本でも上映された。

## エピソード・サブタイトル
全34話
| 各話   | サブタイトル                    | 放送日         |
| ------ | ------------------------------- | -------------- |
| 第1話  | 結婚の秘訣は餃子?               | 2011年6月9日   |
| 第2話  | 私の辞書に"敗北"はない          | 2011年6月16日  |
| 第3話  | 痛みは蜜の味                    | 2011年6月23日  |
| 第4話  | 心の中の少女                    | 2011年6月30日  |
| 第5話  | 片方の愛が冷めたら              | 2011年7月7日   |
| 第6話  | 私たち、元に戻れる?             | 2011年7月14日  |
| 第7話  | 絡み合った3本の赤い糸           | 2011年7月21日  |
| 第8話  | 幸せを信じれば未来も明るい?     | 2011年7月28日  |
| 第9話  | 女を見くびる男は女に殺される    | 2011年8月4日   |
| 第10話 | 浮気の汚れは洗って落とせる?     | 2011年8月11日  |
| 第11話 | 結婚は"一歩譲ると迷走する"?     | 2011年8月18日  |
| 第12話 | 息苦しい健全な家庭              | 2011年8月25日  |
| 第13話 | 私の知らない昔のあなた          | 2011年9月1日   |
| 第14話 | こんな結婚は終わらせた方がいい? | 2011年9月8日   |
| 第15話 | 思い出を作りたくて              | 2011年9月15日  |
| 第16話 | 時間は愛を忘れさせる?           | 2011年9月22日  |
| 第17話 | 完ぺきな愛が崩れて感謝する      | 2011年9月29日  |
| 第18話 | 愛は永遠の忍耐と慈しみ          | 2011年10月6日  |
| 第19話 | 浮気より罪なのは欺き            | 2011年10月13日 |
| 第20話 | 人生 捨てたもんじゃない         | 2011年10月20日 |
| 第21話 | 痛い目にあえば目が覚める        | 2011年10月27日 |
| 第22話 | 猫にさえかなわない              | 2011年11月3日  |
| 第23話 | あなたのすべてがほしい          | 2011年11月10日 |
| 第24話 | 何が起きても動じない            | 2011年11月17日 |
| 第25話 | 太陽を見失っても私は泣かない    | 2011年11月24日 |
| 第26話 | まだ彼を愛してる?               | 2011年12月1日  |
| 第27話 | 強さとは自分らしく生きること    | 2011年12月8日  |
| 第28話 | 私は子供の盾                    | 2011年12月15日 |
| 第29話 | 私が守ってあげる                | 2011年12月22日 |
| 第30話 | まだ彼に未練があるの?           | 2011年12月29日 |
| 第31話 | 愚かさの中に隠れた幸せ          | 2012年1月5日   |
| 第32話 | まぼろしを愛したの              | 2012年1月12日  |
| 第33話 | ふさわしい人になるために        | 2012年1月19日  |
| 第34話 | あの日にはもう戻れない?         | 2012年1月26日  |

## キャスト
| 役名                              | 俳優名                        | 吹替え       | 役柄                                                 |
| --------------------------------- | ----------------------------- | ------------ | ---------------------------------------------------- |
| ウェン・ルイファン （溫瑞凡）     | 温昇豪 （ウェン・シェンハオ） | 高地真吾     | アンジェンの夫、化粧品会社販売促進部長               |
| シエ・アンジェン （謝安真）       | 隋棠 （ソニア・スイ）         | 安西なをみ   | 良妻賢母、自動車販売会社勤務                         |
| リー・ウェイエン （黎薇恩）       | 朱芯儀 （アマンダ・ジュー）   | 星波綾       | アンジェンのはとこ、アメリカ帰り                     |
| ウェン・ルイシュエン （溫瑞萱）   | 胡盈禎 （カレン・フー）       | 大津奈美子   | ルイファンの妹、アンジェンの友人、自動車販売会社勤務 |
| ハオ・カンダー （郝康德）         | 李沛旭 （パトリック・リー）   | 井上宏之     | ルイシュエンの夫、ルイファンの友人、化粧品会社勤務   |
| ラン・ティエンウェイ （藍天蔚）   | 王宥勝 （クリス・ワン）       | 木地谷俊行   | 自動車販売会社支配人                                 |
| ホー・アイリン （何愛琳）         | 蔡淑臻 （ジャネル・ツァイ）   | 中村一枝     | 化粧品会社販売営業部長                               |
| ウェン・ユーモン （溫雨萌）       | 吳怡臻 （ウー・イージェン）   | やびくかりん | アンジェンとルイファンの娘                           |
| ハオ・ジュアンジュアン （郝壯壯） | 迷你彬 （ミニビン）           | 上地未姫     | ルイシュエンとカンダーの息子                         |

## スタッフ
- 監督 - 徐輔軍（シュー・フージュン）
- エグゼクティブプロデューサー - 陳一俊（チェン・イージュン）
- プロデューサー- 王珮華（ワン・ペイホア）
- 脚本 - 楊海薇（ヤン・ハイウェイ）、鄭潔尹（ジェン・ジエイン）、黄士恒（ホァン・シーヘン）

## 主題歌
オープニングテーマ
- 『愛が見えない/五天幾年』

歌 - 林凡（フレヤ・リン）
エンディングテーマ
- 『傷ついて/重傷』

歌 - 林凡（フレヤ・リン）

## ソフトウェア

### DVD
販売元：バップ

発売元：リッツプロダクション
- 「結婚って、幸せですか ノーカット版 DVD-BOX1」（2012年6月20日）
- 「結婚って、幸せですか ノーカット版 DVD-BOX2」（2012年7月18日）
- 「結婚って、幸せですか ノーカット版 DVD-BOX3」（2012年8月22日）

### CD
販売元：ポニーキャニオン

発売元：ロックレコード
- 「結婚って、幸せですか オリジナルサウンドトラック」（2011年9月21日）

## 日本国内放送局
| 放送地域       | 放送局         | 放送期間                       | 放送日時                          | 放送系列       | 備考           |
| -------------- | -------------- | ------------------------------ | --------------------------------- | -------------- | -------------- |
| 日本全域       | BS日テレ       | 2011年6月9日 - 2012年1月26日   | 毎週木曜 23時00分 - 24時00分      | BS放送         | 字幕版・全34話 |
| 日本全域       | エンタメ〜テレ | 2012年8月27日 - 2013年1月14日  | 毎週月・火曜 9時00分 - 9時50分    | CS放送         | 字幕版・全39話 |
| 日本全域       | LaLa TV        | 2013年6月10日 - 7月24日        | 毎週月 - 水曜 23時30分 - 25時30分 | CS放送         | 吹替版・全34話 |
| 中京広域圏     | 名古屋テレビ   | 2011年11月30日 - 2012年8月22日 | 毎週水曜 25時59分 - 26時54分      | テレビ朝日系列 | 吹替版・全34話 |
| 山形県         | テレビユー山形 | 2012年1月12日 - 9月20日        | 毎週木曜 25時15分 - 26時10分      | テレビ朝日系列 | 吹替版・全34話 |
| 新潟県         | テレビ新潟     | 2012年1月31日 - 9月25日        | 毎週火曜 25時04分 - 25時59分      | 日本テレビ系列 | 吹替版・全34話 |
| 栃木県         | とちぎテレビ   | 2012年2月11日 - 11月22日       | 毎週木曜 12時00分 - 12時55分      | 独立UHF局      | 吹替版・全34話 |
| 香川県・岡山県 | 西日本放送     | 2012年3月9日 - 10月26日        | 毎週金曜 26時03分 - 26時58分      | 日本テレビ系列 | 吹替版・全34話 |
| 神奈川県       | tvk            | 2012年3月12日 - 12月3日        | 毎週月曜 19時00分 - 19時55分      | 独立UHF局      | 吹替版・全34話 |
| 沖縄県         | 琉球朝日放送   | 2012年4月2日 - 5月17日         | 平日 14時00分 - 14時55分          | テレビ朝日系列 | 吹替版・全34話 |
| 群馬県         | 群馬テレビ     | 2012年4月18日 - 12月12日       | 毎週水曜 21時00分 - 21時55分      | 独立UHF局      | 吹替版・全34話 |
| 埼玉県         | テレビ埼玉     | 2012年4月23日 - 2013年1月7日   | 毎週月曜 10時30分 - 11時25分      | 独立UHF局      | 吹替版・全34話 |
| 大分県         | 大分放送       | 2012年6月20日 - 8月7日         | 平日 14時55分 - 15時55分          | TBS系列        | 吹替版・全34話 |
| 長崎県         | 長崎放送       | 2012年6月30日 - 2013年3月22日  | 毎週金曜 24時20分 - 25時15分      | TBS系列        | 吹替版・全34話 |
| 長野県         | 長野放送       | 2012年7月8日 - 2013年3月23日   | 毎週土曜 25時35分 - 26時30分      | フジテレビ系列 | 吹替版・全34話 |
| 奈良県         | 奈良テレビ     | 2012年11月6日 - 2013年7月2日   | 毎週火曜 8時30分 - 9時25分        | 独立UHF局      | 吹替版・全34話 |
| 岩手県         | IBC岩手放送    | 2013年2月5日 - 3月29日         | 平日 13時55分 - 14時50分          | TBS系列        | 吹替版・全34話 |
| 和歌山県       | テレビ和歌山   | 2013年3月22日 -                | 毎週金曜 14時00分 - 14時54分      | 独立UHF局      | 吹替版・全34話 |
| 青森県         | 青森テレビ     | 2013年7月17日 - 9月2日         | 平日 13時55分 - 15時45分          | TBS系列        | 字幕版・全34話 |
| 広島県         | 広島テレビ     | 2013年10月27日 -2014年7月25日  | 毎週日曜 25時20分 - 26時15分      | 日本テレビ系列 | 吹替版・全34話 |